# Pselliophora lauta
Pselliophora lauta är en tvåvingeart som beskrevs av Alexander 1936. Pselliophora lauta ingår i släktet Pselliophora och familjen storharkrankar. Inga underarter finns listade i Catalogue of Life.